# Arnaud Molinié
 (décembre 2022).
 (décembre 2022).
La mise en forme du texte ne suit pas les recommandations de Wikipédia : il faut le « wikifier ».
Les points d'amélioration suivants sont les cas les plus fréquents. Le détail des points à revoir est peut-être précisé sur la page de discussion.
- Les titres sont pré-formatés par le logiciel. Ils ne sont ni en capitales, ni en gras.
- Le texte ne doit pas être écrit en capitales (les noms de famille non plus), ni en gras, ni en italique, ni en « petit »…
- Le gras n'est utilisé que pour surligner le titre de l'article dans l'introduction, une seule fois.
- L'italique est rarement utilisé : mots en langue étrangère, titres d'œuvres, noms de bateaux, etc.
- Les citations ne sont pas en italique mais en corps de texte normal. Elles sont entourées par des guillemets français : « et ».
- Les listes à puces sont à éviter, des paragraphes rédigés étant largement préférés. Les tableaux sont à réserver à la présentation de données structurées (résultats, etc.).
- Les appels de note de bas de page (petits chiffres en exposant, introduits par l'outil «  Source ») sont à placer entre la fin de phrase et le point final[comme ça].
- Les liens internes (vers d'autres articles de Wikipédia) sont à choisir avec parcimonie. Créez des liens vers des articles approfondissant le sujet. Les termes génériques sans rapport avec le sujet sont à éviter, ainsi que les répétitions de liens vers un même terme.
- Les liens externes sont à placer uniquement dans une section « Liens externes », à la fin de l'article. Ces liens sont à choisir avec parcimonie suivant les règles définies. Si un lien sert de source à l'article, son insertion dans le texte est à faire par les notes de bas de page.
- La présentation des références doit suivre les conventions bibliographiques. Il est recommandé d'utiliser les modèles {{Ouvrage}}, {{Chapitre}}, {{Article}}, {{Lien web}} et/ou {{Bibliographie}}. Le mode d'édition visuel peut mettre en forme automatiquement les références.
- Insérer une infobox (cadre d'informations à droite) n'est pas obligatoire pour parachever la mise en page.

Pour une aide détaillée, merci de consulter Aide:Wikification.
Si vous pensez que ces points ont été résolus, vous pouvez retirer ce bandeau et améliorer la mise en forme d'un autre article.
Arnaud Molinié (né en 1973 à Argenteuil) est une personnalité française du monde de l’industrie et des médias. Il est le petit-fils de Joseph Molinié - ingénieur général en chef dans l’armement et directeur de l’AMX - c’est le frère d'Éric Molinié, personnalité française du monde associatif et du monde de l'entreprise.

## Biographie
Arnaud Molinié est diplômé de l’École supérieure de journalisme de Paris et de l’École des hautes études politiques et sociales.
Il commence sa carrière en tant que journaliste aux Nouvelles de Versailles (1995-96), puis en tant que chargé d’études au Service d'information du Gouvernement à Matignon (1996-97) avant de rejoindre la direction générale de la Lyonnaise des eaux (1997-98). En 1998, il devient directeur de la communication de Genopole (programme du gouvernement français en génétique) qu’il quitte en 2000 pour rejoindre le groupe Lagardère.
Il a débuté au sein de ce groupe comme délégué aux relations presse et aux relations publiques, puis pendant 11 ans, il occupera les fonctions de directeur adjoint de la communication, directeur délégué auprès de la gérance et directeur de la communication de Lagardère Active.
Il a redéployé la stratégie du groupe dans le sport à travers le club des entreprises Paris 2012 qu’il crée à la demande de Bertrand Delanoë et dont il fut secrétaire général. Ce club regroupait la moitié des entreprises du CAC 40 (Edf, Orange, Publicis, Lagardère, SNCF, Renault, Sodexo, Veolia, Suez, AXA, Vivendi…). Lors de l’attribution de la ville hôte des Jeux olympiques de 2012 en 2005 à Singapour, Londres est choisie par le CIO contre la candidature française de la ville de Paris. Arnaud Molinié avait créé le Team Lagardère SNC, dont il était gérant, il avait été le chef de file du dossier de reprise par le groupe Lagardère du site de la Croix Catelan et puis p-dg du Lagardère Paris Racing.
En 2004, Claude Durand, directeur des éditions Fayard, organise avec Arnaud Molinie le transfert du siècle dans la littérature française à savoir le départ de Michel Houellebecq de Flammarion pour son arrivée chez Fayard. L’idée est de proposer à l’auteur un contrat 360 degrés intégrant la possibilité d’un film et les droits numériques de son prochain livre, La Possibilité d’une île. La maison de production GMT Productions est la société de Lagardère qui s'engage, mais au bout d’un an de travail avec l'auteur, le film ne voit pas le jour. Finalement, le groupe Lagardère sera coproducteur et la société Mandarin production réalisera le film de Michel Houellebecq.
Ses dernières fonctions au sein de Lagardère ont été conjointement directeur de la stratégie et du développement et p-dg de Lagardère Entertainment, qu’il crée en 2007 et qui devient quelques années après et sous sa direction premier producteur européen de fiction. Il a été président de Maximal Productions (C dans l’air), Image & Compagnie (Mafiosa, Ripostes…), GMT Productions (Julie Lescaut), DEMD Productions (Joséphine Ange gardien), Electron Libre (Concert de Paris), Because Music Limited (Justice, La Cigale, Charlotte Gainsbourg).
Il était par ailleurs administrateur de Lagardère Active, de Hachette Livre, de Lagardère Sport et de Hachette Distribution Services.
Alors qu’il a connu une ascension fulgurante, au sein du groupe, le Lagardère boy quitte le groupe en 2011.
De 2011 à 2014, il exerce en tant que conseil indépendant avant de rejoindre Deloitte fin 2014, d’abord comme senior advisor puis en tant qu’associé, et ce, jusqu’en janvier 2019.
Auprès du président de Deloitte Alain Pons qui le recrute, il développe le pôle commercial grands comptes de Deloitte France et Afrique francophone. Durant ses quatre années passées chez Deloitte, il accompagne la candidature de la France pour la Coupe de Rugby France 2023 en créant, à la demande de Bernard Laporte, président de la FFR et de Claude Atcher le directeur général de la candidature, le cercle des soutiens des entreprises France 2023. Ce cercle réunit une dizaine d'entreprises du CAC 40 et contribue à l’obtention de la France en 2018 pour l’organisation de la coupe du monde contre les candidatures de l’Irlande et de l’Afrique du Sud.[réf. souhaitée]
En janvier 2019, Arnaud Molinié intègre le Groupe Renault en tant que directeur Mobilités Monde, direction qu’il crée et fait partie du membre du comité de direction du Groupe Renault. Il a pour mission de déployer la stratégie du groupe Renault dans les domaines des nouvelles mobilités. À ce titre, il crée en septembre 2019, Renault M.A.I (Mobility As an Industry) SAS, filiale de Renault SAS dont il prend la direction générale exécutive et qui a pour objet de réunir l’ensemble des initiatives du groupe dans les domaines de la mobilité, et ce au niveau mondial. Dans ce cadre, Arnaud Molinié est chairman de iCabbi Lmted, Karhoo Lted, Marcel SA.
En juin 2020, Arnaud Molinié devient vice-président de Paris Television Center, studio audiovisuel parisien réputé, dont il acquiert une participation stratégique.

## Loxamed
En mai 2020, Arnaud Molinié quitte ses fonctions de Senior Vice Président du groupe Renault et de directeur général de Renault MAI (Mobility As an Industry) pour créer - avec notamment Gérard Deprez, président de LOXAM -, Loxamed,, dont il devient Président,. En juin 2023, Capitello Med (filiale à 100% de Capitello Group) détient 49% de Loxamed (et le Groupe Loxam, 51%).

## Capitello Group
Présidé et fondé par Arnaud Molinié,, Capitello Group opère dans trois principales activités : les médias (Capitello OTT, ParisTélévision Center), le médical (Capitello Med) et les « nouvelles mobilités » (Capitello Move).

### Capitello Move
Arnaud Molinié est président de Whim France SAS.

## Ouvrages
- 2009, Qu’as-tu fait de cet amour ?, Éditions du Rocher[31],[32]
- 2013, Emma, peut-être, Éditions du Cherche-Midi.

## Distinctions et décorations

### Décorations
Officier de l'ordre national du Mérite (novembre 2017),
 Officier de l'ordre des Arts et des Lettres (juillet 2015),,